# Günter Overfeld
Günter Leo Overfeld (* 7. September 1955 in Xanten) ist ein pensionierter deutscher Diplomat. Er war von 2012 bis 2015 Botschafter in Mali und von 2017 bis 2021 Botschafter in Usbekistan. Zudem fungierte er von 2023 bis 2024 als Geschäftsträger im Tschad.

## Leben
Nach dem Abitur begann Overfeld 1974 ein Studium der Geschichte und Philosophie, das er 1980 mit dem Ersten Staatsexamen abschloss. Im Anschluss trat er 1981 in den Auswärtigen Dienst ein und fand nach Abschluss der Laufbahnprüfung für den höheren Auswärtigen Dienst 1983 zunächst Verwendung am Generalkonsulat in Toronto sowie anschließend zwischen 1986 und 1987 an der Botschaft im Iran und dann bis 1990 an der Botschaft in der Türkei.
1990 wurde Overfeld Referent im Auswärtigen Amt und war dort zwischen 1993 und 1996 stellvertretender Referatsleiter, ehe er von 1996 bis 2000 Generalkonsul in Ho-Chi-Minh-Stadt war. Im Anschluss wurde er 2000 Ständiger Vertreter des Botschafters in Pakistan und war daraufhin zwischen 2003 und 2007 Referatsleiter im Auswärtigen Amt. Nachdem er von 2007 bis 2009 Leiter der Ständigen Vertretung bei der UNESCO in Paris war, fungierte er zwischen 2009 und 2012 als Vizepräsident und Direktor für Regionale Sicherheit des East-West Instituts (EWI) sowie als Leiter des Brüsseler Büros des EWI.
Von August 2012 bis August 2015 war Günter Overfeld als Nachfolger des in den Ruhestand getretenen Karl Flittner Botschafter in Mali. Nach einer zweijährigen Tätigkeit im Auswärtigen Amt wurde er 2017 Botschafter in Usbekistan. Dort blieb er bis Mitte 2021. Danach folgte ein Einsatz als Geschäftsträger ad interim an der Botschaft in Madagaskar. 2023 wurde er vom Auswärtigen Amt gebeten, als Ruhestandsbeamter die deutsche Präsenz als Geschäftsträger im Tschad aufrechtzuerhalten; Botschafter Gordon Kricke war zuvor zur Persona non grata erklärt worden. Overfeld wurde im Sommer 2024 von Gregor Schotten als Botschafter abgelöst.